# Rudolf Fischer (músic)
Rudolf Fischer   (Leipzig, 13 de juliol de 1913 - Leipzig, 29 de juliol de 2003) va ser un pianista alemany, pedagog i rector en el Felix Mendelssohn Col·legi de Música i Teatre a Leipzig.

## Biografia
Rudolf Fischer es va unir al Partit Comunista d'Alemanya (KPD) el 1945 i es va convertir en membre del (SPD) al Partit Socialdemòcrata d'Alemanya el 1946 quan el SPD i el KPD es van veure obligats a unir-se. Des de 1946 va ser vice-rector i de 1948 a 1973 rector de la Universitat de Música de Leipzig. El 1964 va iniciar el Concurs Internacional Johann Sebastian Bach de l'Arxiu Bach de Leipzig i també va ser president d'aquest reconegut concurs fins al 1973. A partir de 1972 va dirigir la primera classe magistral per a piano a la RDA. El 1973 va rebre la càtedra de professor titular. En política de personal i nomenaments, va representar la línia del SED. El 1989 va ser nomenat senador honorari de l'Acadèmia de Música de Leipzig.
De 1950 a 1952 va ser membre del parlament de l'estat saxó i fins al juliol de 1951 membre del comitè estatal d'habitatge.
Entre 1968 i 1974, Fischer va ser president de l'"Association Européene de Conservatoires, Academies de Musique et Musik-Hochschulen" de Ginebra, el 1974 en va ser nomenat president honorari. El 1982 va esdevenir vicepresident del Comitè Johann Sebastian Bach de la RDA.
Fischer va oferir concerts amb l'Orquestra Gewandhaus de Leipzig i la Staatskapelle Dresden, va realitzar nombrosos enregistraments, de ràdio i televisió i va ser membre del jurat de nombrosos concursos musicals internacionals. També va ser membre de la "Robert Schumann Society de Zwickau" i de la "New Bach Society de Leipzig".
Va ser molt estimat com a pedagog musical, tenint entre els seus alumnes la compositora Ruth Zechlin.
Rudolf Fischer estava casat amb la contralt Eva Fleischer (1922-2016). El professor de piano Johannes Fischer (1936-2019) és el seu fill.

## Premis
- Orde Patriòtica del Mèrit en plata (1958), en or (1965)
- Tancament d'Honor per a l'Ordre Patriòtica del Mèrit d'Or (1983)
- Premi d'Art de la RDA (1962)
- Premi d'Art de la Ciutat de Leipzig (1959)
- Premi Robert Schumann de la ciutat de Zwickau (1983).